# Alicja Iwańska
Alicja Iwańska (geboren 13. Mai 1918 in Gardzienice, Gmina Piaski, Polen; gestorben 26. September 1996 in London) war eine polnisch-US-amerikanische Soziologin und Schriftstellerin.
Alicja Iwańska wurde in der Nähe von Lublin geboren. Sie wuchs in Mikorzyn und dann in Rzetnia, beides im Gmina Kępno, auf. Ein Verwandter war der Schriftsteller Jarosław Iwaszkiewicz aus der Literatengruppe Skamander, auch ihre Mutter schrieb Belletristik. Als Tochter des polnischen Landadels gehörte ihre Familie der Intelligenzija an und ermutigte Iwańska, ihre literarischen Träume zu verwirklichen. Sie besuchte das Gymnasium in Posen und dann in Warschau. 1935 gelang ihr die erste Veröffentlichung in einer Zeitschrift. Ab 1936 studierte sie Philosophie an der Universität Warschau unter anderem bei Tadeusz Kotarbiński und schloss anschließend ihr Masterstudium ab. 1938 veröffentlichte sie ihren ersten Gedichtband. Nach dem deutschen Überfall auf Polen und der polnischen Teilung zwischen dem nationalsozialistischen Deutschen Reich und der Sowjetunion schloss sie sich der Widerstandsorganisation Związek Walki Zbrojnej an, die 1942 in die Polnische Heimatarmee überging, und wurde für Kuriertätigkeiten eingesetzt. 1942 heiratete sie den Widerstandskämpfer Jan Gralewski, der sich in der Begleitmannschaft des polnischen Exilpräsidenten Władysław Sikorski befand, als dessen Flugzeug 1943 bei Gibraltar abstürzte oder, wie auch Iwańska später annahm, zum Absturz gebracht wurde. Iwańska nahm 1944 am Warschauer Aufstand teil.
Nach dem Zweiten Weltkrieg zählte Iwańska zur Opposition gegen den kommunistischen Staatsstreich und musste 1948 aus Polen in die USA fliehen. Da Iwańska nur über geringe Englischkenntnisse verfügte, hatte sie zunächst Schwierigkeiten, sich einzuleben. Sie begann eine Promotion an der Columbia University und nahm 1952 eine Assistentenstelle als Soziologin der Atlanta University an. Da sie sich keine Professur sichern konnte, nahm sie mehrere befristete Verträge an und arbeitete an traditionell schwarzen Colleges im segregierten Süden wie der Atlanta University und dem Talladega College. Dort lernte sie die Praxis der Rassentrennung in der US-amerikanischen Gegenwartsgesellschaft kennen und hielt einen Vortrag über die Ähnlichkeiten zwischen politischer, religiöser und rassistischer Verfolgung in Europa und Rassentrennungsbeschränkungen in den Vereinigten Staaten. Ab 1954 arbeitete sie in Chicago und im Staat Washington als Feldforscherin und präsentierte die Ergebnisse einer Untersuchung über Agrarstrukturen 1957 bei der American Anthropological Association. In dem Jahr schloss sie ihre Promotion ab, heiratete den Kulturgeografen Philip Wagner und wurde amerikanische Staatsbürgerin. Sie gingen nach Mexiko, wo sie mit dem Kulturanthropologen Sol Tax zusammenarbeitete und über die Mazahua forschte. Ihre Arbeit mit dem Volk der Mazahua brachte ihr die Anerkennung als Soziologin durch die UNESCO ein. Resultat ihrer Forschungen waren unter anderem die Schriften The Mexican Indian: Image and Identity, The Truths of Others: An Essay on Nativistic Intellectuals in Mexico und 1971 Purgatory and Utopia: A Mazahua Indian Village of Mexico. 1965 wurde sie als Assistant Professor an die University at Albany berufen und arbeitete dort die nächsten zwanzig Jahre bis zu ihrer Pensionierung 1985 über Migration.
1974 erhielt sie aus polnischen Emigrantenkreisen den Kościelski-Preis. Da sie sich in den Vereinigten Staaten nie wohl gefühlt hatte, zog Iwańska 1985 nach London, wo für sie eine Phase intensiven literarischen Schaffens begann. 1989 wurde sie mit dem Ritterkreuz des Ordens Polonia Restituta geehrt. 1996 wurde bei ihr Lungenkrebs diagnostiziert und sie schrieb ihre letzten Memoiren über das britische Gesundheitssystem. Da ihre wissenschaftlichen Arbeiten auf Englisch und ihr literarisches Schaffen auf Polnisch verfasst waren, litt ihr Erbe unter der Aufteilung. Aktuelle Forschungen haben versucht, beide Aspekte ihrer Karriere zu untersuchen und ihre Beiträge zur Anthropologie sowie ihrer Literatur zu untersuchen.

## Kindheit und Jugend
Alicja Iwańska wurde am 13. Mai 1918 als Tochter von Stanisława Stachna (geb. Miłkowska) und Jan Iwański in den Landadel auf dem Gut Gardzienice [pl] in der Nähe von Lublin geboren. Der Ursprung ihrer Abstammung ist unbekannt. Familiengeschichten zufolge kam der erste Vorfahre, Jan Kante Iwański, entweder als Arbeiter im Waldgebiet der Familie Sanguszko, als Kriegsgefangener oder als russischer politischer Flüchtling nach Tarnów. Aus den Bestattungsunterlagen geht hervor, dass es sich bei der Familie um Kleinadel handelte und das Wappen von Jastrzębiec trug. Ihr Großvater August Iwański besaß bedeutenden Grundbesitz in der Ukraine, kaufte jedoch das Anwesen in der Woiwodschaft Lublin und siedelte mit seiner Familie um, um den Grenzunruhen während des Ersten Weltkriegs und des Großpolenaufstands zu entgehen. Iwańska wurde auf dem Anwesen geboren, aber als die Unruhen sie in Gardzienice erreichten, verkauften sie das Anwesen und zogen nach Westen in das Dorf Mikorzyna in der Nähe von Posen.
Iwańskas Vater war zuvor verwitwet und ließ sich dann von seiner zweiten Frau scheiden. Seine dritte Ehe mit Iwańskas Mutter sorgte für Kontroversen, teilweise wegen seines Rufs als Bohemien und Frauenheld, aber auch wegen des Altersunterschieds von 19 Jahren. Sein verschwenderisches Leben, das oft seine Verhältnisse überstieg, und seine Streitigkeiten mit dem örtlichen Klerus zwangen die Familie, nach Rzetnia umzuziehen. Dieser Schritt war traumatisch für Iwańska und für den Rest ihres Lebens glaubte sie, dass sie dazu bestimmt war, eine Wanderin zu sein. Das Haus ihrer Eltern war ein Zufluchtsort für Intellektuelle und oft Treffpunkt der Skamandriten, zumal der Cousin ihres Vaters, Jarosław Iwaszkiewicz, Mitglied der experimentellen Dichtergruppe war und ihre Mutter Dichterin war. Als Iwańska begann, sich für das Schreiben zu interessieren, konsultierte ihr Vater den Dichter Julian Tuwim, um ihre Fähigkeiten zu verbessern.
Nachdem sie ihre Hochschulbildung am Gimnazjum Generałowej Zamoyskiej (Allgemeines Zamoyski-Gymnasium) in Posen begonnen hatte, wechselte Iwańska bald an das Gimnazjum Posselt-Szachtmajerowej (Posselt-Szachtmajerowa-Gymnasium) in Warschau. Die liberalere Warschauer Schule entsprach besser ihrem Temperament und führte dazu, dass sie sich Mitte der 1930er Jahre immatrikulierte. Nach ihrem dichterischen Debüt im Jahr 1935, das in der Literaturzeitschrift Okolica Poetów [pl] (Bereich der Dichter) veröffentlicht wurde, begann sie schnell, in anderen Literaturzeitschriften zu veröffentlichen, darunter Akcja Literacka (Literarische Aktion) und Kamienie (Steine). 1936 schrieb sie sich an der Universität Warschau ein, um bei Tadeusz Kotarbiński, einem polnischen Ethiker und Philosophen, Philosophie zu studieren. Mitten in ihrem Studium, als Iwańska mit dem Zug nach Brüssel reiste, um an einem Masterstudiengang zu forschen, lernte Iwańska Jan Gralewski kennen, der ebenfalls Student an der Universität Warschau war und auf dem Weg war, um in Paris zu studieren. Ihre Auslandsreise machte sie auf den zunehmenden Nationalismus aufmerksam, der sich in ganz Europa ausbreitete, sowie auf die antisemitische und antikatholische Stimmung der Zeit, obwohl sie eigentlich Atheistin war. Sie kehrte kurz vor Kriegsbeginn nach Polen zurück und veröffentlichte 1938 einen Gedichtband Wielokąty (Polygone).

## Polnischer Widerstand
Da sie wusste, dass der Krieg bevorstand, besuchte Iwańska ihre Familie und baute einen Lagerraum für das Nötigste, das während des Konflikts benötigt werden könnte. Anschließend kehrte sie nach Warschau zurück, wo sie sich der Widerstandsorganisation Związek Walki Zbrojnej (Union des bewaffneten Kampfes) anschloss. In Zusammenarbeit mit Wanda Piłsudska, einer Freundin aus ihrer Gymnasialzeit, arbeitete Iwańska, Codename „Squirrel“, als Kurierin. Sie überbrachte auch Nachrichten von Gefangenen im Pawiak-Gefängnis an deren Familien. Im Frühjahr 1940 traf sie erneut Gralewski, der ebenfalls ein Widerstandskämpfer mit dem Codenamen „Pankrac“ war, und die beiden begannen eine Romanze. Sie arbeitete mit Wanda Namysłowska auf der Strecke Warschau-Krakau, während er als Kurier auf Auslandsstrecken arbeitete und Sendungen in Westeuropa für die polnische Exilregierung erstellte. Am 18. Januar 1942 heirateten die beiden, wobei sie seinen Namen nicht annahm. Im Jahr 1943 starb Gralewski zusammen mit Władysław Sikorski bei einem umstrittenen Flugzeugabsturz, obwohl die Informationen Iwańska vorenthalten wurden. Sie beteiligte sich 1944 am Warschauer Aufstand und wurde am Ende des Krieges Teil der geheimen antikommunistischen Opposition. Sie zog 1945 nach Posen und begann als literarische Leiterin von Głos Wielkopolski [pl] (Die Stimme Großpolens) zu arbeiten. Als Verhaftungen die Untergrundbewegung erreichten, wurde Iwańska von ihren Vorgesetzten angewiesen, das Land zu verlassen. Dank des Einflusses eines Onkels erhielt sie ein Stipendium für ein Studium in den Vereinigten Staaten und verließ Polen 1948.

## Akademische Laufbahn
Als sie mit sehr schlechten Englischkenntnissen in den Vereinigten Staaten ankam und sich nicht sicher war, ob sie bleiben wollte, zögerte Iwańska, einen Asylantrag zu stellen, tat es aber schließlich, als Freunde sie warnten, dass sie in Ermittlungen genannt worden sei. Ihre Anhörungen während der Ära des McCarthyismus zogen sich über Jahre hin, bevor schließlich Asyl gewährt wurde. Sie schrieb sich für ein Doktorandenprogramm an der Columbia University ein und wurde 1952, während sie noch an ihrer Dissertation arbeitete, als Dozentin an der Soziologieabteilung der Atlanta University angestellt. Die Schule war traditionell ein schwarzes College im segregierten Süden. Iwańska fühlte sich dort zu Hause und hielt Vorträge über Ähnlichkeiten zwischen politischer, religiöser und rassistischer Verfolgung in Europa und der Situation in den Vereinigten Staaten. Als ihr Vertrag auslief, wurde ihr eine Stelle am Talladega College in Alabama angeboten. Der Ku-Klux-Klan war aktiv und allen Lehrkräften und Studenten der Universität war die Interaktion mit der Gemeinschaft untersagt. Ihr Atheismus kollidierte mit dem religiösen Universitätspersonal und ihr Vertrag wurde 1954 gekündigt.
Iwańska zog im Sommer nach Chicago, Illinois, und begann für das Slavic Peoples' Project zu arbeiten, eine Initiative der Yale University und des Pentagons, die sich auf die Bewahrung der tschechoslowakischen und polnischen Kultur konzentrierte. Während der Arbeit an dem Projekt lernte sie den Geographen Philip Wagner kennen, der für seine Arbeit oft nach Mexiko reiste. Während ihrer Arbeit an der University of Chicago reiste sie in den Bundesstaat Washington, um die ländlichen Bedingungen zu analysieren. Ihr 1957 der American Anthropological Association vorgelegter Bericht stellte die Unterschiede zwischen der Behandlung mexikanischer Saisonarbeiter und europäischer Kleinbauern gegenüber. Sie kam zu dem Schluss, dass die Amerikaner nicht die gleichen historischen Bindungen zu ihrem Land hatten und es als Profitmechanismus betrachteten. In diesem Jahr schloss sie schließlich ihren Doktortitel ab und heiratete Wagner. Da Iwańska unbedingt mit ihm reisen wollte und dies aufgrund ihres Asylstatus verboten war, wurde sie eingebürgerte Staatsbürgerin.
Das Paar ging nach Mexiko und dort begann Iwańska, deren kreative Stimme in den Vereinigten Staaten gelitten hatte, wieder mit dem Schreiben von Literatur. Sie war von der Kultur fasziniert und fand sie besser mit ihrer europäischen Erziehung vereinbar. Sie begann mit dem amerikanischen Anthropologen Sol Tax zusammenzuarbeiten, untersuchte das Volk der Mazahua und war eine der ersten, die Einzelheiten des bürgerlich-religiösen Pflichtensystems veröffentlichte, das zur Aufrechterhaltung der Ordnung in ihrer Gesellschaft eingesetzt wurde. Einige ihrer wichtigsten Werke entstanden in dieser Zeit. Werke wie „The Mexican Indian: Image and Identity“ und „The Truths of Others: An Essay on Nativistic Intellectuals in Mexico“ stellten die Dualität der Behandlung indigener Völker in der größeren Gesellschaft in Frage und stellten fest, dass die Regierungsideologie ihre Kultur und Kunstwerke zwar offiziell als Teil der Gemeinschaft feierte aufgrund ihrer einzigartigen mexikanischen Identität erlebten sie Rassismus in der Öffentlichkeit. Nachdem sie von der UNESCO als soziologische Expertin anerkannt wurde, wurde sie zu Ausbildungszwecken nach Chile und Paris (Frankreich) geschickt, war jedoch mit der internationalen Bürokratie frustriert. Ihr Ruf brachte ihr 1965 eine Assistenzprofessur an der State University of New York in Albany ein, wo sich ihre Arbeit in den nächsten zwei Jahrzehnten hauptsächlich auf Einwanderer und Auswanderer in der amerikanischen Geschichte konzentrierte.
1968 veröffentlichte Iwańska Świat przetłumaczony (Die übersetzte Welt), einen fiktiven Bericht, der auf ihrer Arbeit in Mexiko basierte. In dem Buch verglich sie die spanische Eroberung Mexikos mit der Nazi-Besatzung und der von der Sowjetunion unterstützten kommunistischen Regierung in Polen. Ihre wissenschaftliche Behandlung des Themas Purgatory and Utopia: A Mazahua Indian Village of Mexico (Fegefeuer und Utopie: Ein Mazahua-Indianerdorf in Mexiko) wurde 1971 veröffentlicht. Das Buch konsolidierte viele ihrer früheren Arbeiten und untersuchte die Sicht der Mazahua auf sich selbst, die Organisation ihrer Gesellschaft, ihre Wertesysteme und ihre Sicht auf die Welt. Es enthielt auch eine Erklärung, in der die Ansichten der Mazahua in ihren eigenen Worten dargelegt wurden. Iwańska interviewte die Dorfbewohner, schrieb ihre Berichte auf und las sie dann der Gemeinde zur Überprüfung und Änderung vor.
1973 war Iwańska eine derjenigen, die für die britische Thames-Fernsehserie The World at War interviewt wurden, in der die Ereignisse während des Warschauer Aufstands beschrieben wurden. 1974 wurde ihr der Kościelski-Preis verliehen. In den 1980er Jahren wurde Iwańska aufgefordert, über die Solidaritätsbewegung Polens zu sprechen. In ihrer Veröffentlichung „Exiled Governments“ von 1981 untersuchte sie Regierungen im Exil. In der Studie untersuchte sie polnische und spanische Diasporagemeinschaften und wie sich die verschiedenen Schichten – Kernmitglieder, bewährte Loyalisten und Menschen mit nationalen Bindungen – zusammenschließen, um die internationale Politik zu beeinflussen, wobei sie auch die Wahrnehmung von im Ausland lebenden Exilanten berücksichtigte. 1985 ging sie in den Vorruhestand und zog nach London.

## Literarische Rückkehr
In London konzentrierte sich Iwańska auf das Schreiben fiktionaler Werke und ihrer Memoiren. Sie arbeitete auch an der polnischen Auslandsuniversität, wo sie gerne polnische Studenten unterrichtete. Da sie nie in der Lage war, ihre kreative Stimme auf Englisch zu finden, war ihr literarisches Schaffen in dieser Zeit produktiv, da sie auf Polnisch schrieb. 1987 veröffentlichte sie Niezdemobilizowani (Non-demobilisiert), einen fiktiven Bericht über den antikommunistischen Untergrund der Nachkriegszeit. In dem Buch postulierte sie, dass Gralewskis Tod Teil eines Attentats war und dass er erschossen und nicht bei einem Flugzeugabsturz getötet wurde. Im folgenden Jahr veröffentlichte sie Baśń amerykańska (Amerikanisches Märchen), einen polemischen Kommentar über die akademische Gemeinschaft der USA. 1989 kehrte sie erstmals nach Polen zurück und wurde mit dem Ritterkreuz des Ordens Polonia Restituta geehrt. Nach ihrer Rückkehr nach London arbeitete sie an Wojenne odcinki (Kriegsepisoden, 1990) und präsentierte die Briefe, die sie von 1940 bis 1943 mit Jan Gralewski austauschte; einem Gedichtband, Niektóre (Einige, 1991); Właśnie tu! (Right Here, 1992), einer Biografie von Jean-Marie Guyau und einem autobiografischen Vergleich mit sich selbst; und Potyczki i przymierza (Scharmützel und Bündnisse), ein Tagebuch über den Zeitraum von 1918 bis 1985.
1995 veröffentlichte sie „Kobiety z firmy“ (Frauen aus der Firma), in dem sie die Geschichten von fünf Frauen verfolgte, die während des Warschauer Aufstands mit ihr im Geheimdienst arbeiteten. Im folgenden Jahr veröffentlichte sie Tylko trzynaście (Nur dreizehn), einen Band mit Kurzgeschichten, und erhielt die Bestätigung, dass ihr Buch Powroty (Rückkehr) über ihre Rückkehr nach Polen im Jahr 1989, von Gebethner i Ska [pl] zur Veröffentlichung angenommen wurde. Aufgrund gesundheitlicher Probleme wurde bei Iwańska Lungenkrebs diagnostiziert, dieselbe genetische Krankheit, an der auch ihre Mutter gelitten hatte. Während ihrer Zeit im Hospiz schrieb sie ihre letzten Memoiren „Szpitale“ (Krankenhaus), einen Kommentar zum britischen Gesundheitssystem.

## Tod und Erbe
Iwańska starb am 26. September 1996 in London, und ihre Freundin Danuta Hiż veröffentlichte Szpitale als Hommage an ihr Andenken in der Zeitschrift Kultura, herausgegeben von der Kultura Literary Institute Association of Paris. Posthum wurde ihre Doktorarbeit, die Interviews enthielt, die zwischen 1951 und 1952 mit Mitgliedern der polnischen Intelligenz geführt wurden, 1998 unter dem Titel Polish Intelligentsia in Nazi Concentration Camps and American Exile: A Study of Values in Crisis Situations veröffentlicht.
Im Abschnitt „Literarisches Anwesen“ des Vororts Strzeszyn in Posen gibt es eine Straße, die ihr zu Ehren nach Iwańska benannt wurde. Ihre Korrespondenz mit Sol Tax, die eine „umfangreiche Dokumentation“ ihrer Karriere liefert, befindet sich in der Sammlung Sol Tax Papers der University of Chicago Library, und ihre Korrespondenz mit Margaret Mead befindet sich in der Library of Congress. Im Jahr 2009 wurde Iwańska von Marieta Żukowska [pl] im Film Generał Zamach na Gibraltarze dargestellt. Im Jahr 2015 veranstalteten die Columbia University und die New School for Social Research ein Seminar, das sich auf die Arbeit von Iwańska konzentrierte und nicht nur ihren Werdegang als Akademikerin, sondern auch ihre Arbeit als Autorin untersuchte. Im Jahr 2019 präsentierte Grażyna Kubica-Heller von der Jagiellonen-Universität auf dem Kongress der International Union of Anthropological and Ethnological Sciences einen Artikel mit dem Titel „Starkes Autoren-Ich und feministische Sensibilität – zwei polnische Anthropologinnen in der britischen und amerikanischen Wissenschaft“. Der Artikel untersuchte, warum die Beiträge von Iwańska und Maria Czaplicka zur Anthropologie jahrzehntelang in Vergessenheit gerieten und wie die Neuinterpretation der Geschichte aus einer feministischen Perspektive ihre Werke wiedererlangt hat.

## Schriften (Auswahl)
Soziologie
- Good Fortune: Second Chance Community. Pullman, Washington: State College of Washington, Agricultural Experiment Station, 1958
- New Knowledge: The impact of school upon traditional structure of a Mexican village. Sociologus. Berlin : Duncker & Humblot. 13 (13), 1963, S. 137–150. ISSN 0038-0377. JSTOR 43644115
- The Mexican Indian: Image and Identity. Journal of Inter-American Studies. Miami, Florida: University of Miami. 6 (4), 1964, S. 529–536. doi:10.2307/165002. ISSN 0885-3118. JSTOR 165002.
- The Impact of Agricultural Reform on a Mexican Indian Village. Sociologus. Berlin: Duncker & Humblot. 15 (15), 1965, S. 54–67. ISSN 0038-0377. JSTOR 43644162
- Division of Labor among Men and Women in a Mazahua Indian Village of Central Mexico. Sociologus. Berlin : Duncker & Humblot. 16 (16), 1966, S. 173–186. ISSN 0038-0377. JSTOR 43644977
- Mazahua Purgatory: Symbol of Permanent Hope. América Indígena. Mexico City: National Autonomous University of Mexico. 37 (1), 1967, S. 91–100. ISSN 0185-1179
- Purgatory and utopia : a Mazahua indian village of Mexico. Cambridge, Mass.: Schenkman, 1971
- The Truths of Others: An Essay on Nativistic Intellectuals in Mexico. Cambridge, Massachusetts: Schenkman Publishing Company, 1977
- Exiled governments: Spanish and Polish: An Essay in Political Sociology. Cambridge, Massachusetts: Schenkman Publishing Company, 1981, ISBN 978-0-87073-553-0.
- Polish Intelligentsia in Nazi Concentration Camps and American Exile: A Study of Values in Crisis Situations. Lewiston : Edwin Mellen Press, 1998, ISBN 978-0-7734-8388-0.

Belletristik
- Wielokąty. Warschau: F. Hoesicka, 1938
- Świat przetłumaczony. Paris : Biblioteka Kultury, 1968
- Karnawały. London: Oficyna Poetów i Malarzy, 1980
- Ucieczki. London: Polska Fundacja Kulturalna, 1983, ISBN 978-0-85065-118-8.
- Niezdemobilizowani: Poznań – Warszawa 1945–1946. Warschau: Wydawnictwo Głos, 1987
- Baśń amerykańska. London: Aneks, 1988, ISBN 978-0-906601-50-1.
- (Hrsg.), Jan Gralewski: Wojenne odcinki: (Warszawa 1940–1943). Warschau: Oficyna Wydawnicza, 1990, ISBN 83-85083-04-9.
- Właśnie tu!: rzecz o dziewiȩtnastowiecznym Jean Marie Guyau i dwudziestowiecznej sobie samej. London: Polska Fundacja Kulturalna, 1992, ISBN 978-0-85065-280-2.
- Potyczki i przymierza: pamiętnik 1918–1985. Warschau: Gebethner i Ska, 1993, ISBN 83-85205-33-0.
- Kobiety z firmy: sylwetki pięciu kobiet z AK pracujących w wywiadzie i kontrwywiadzie. London: Polska Fundacja Kulturalna, 1995, ISBN 978-0-85065-311-3.